# マミヤ・オラヘラシュヴィリ
マミヤ・ドミトリエヴィチ（ディミトリス・ゼ）・オラヘラシュヴィリ（ロシア語: Мамия Дмитриевич Орахелашвили、グルジア語: მამია დიმიტრის ძე ორახელაშვილი、1881年6月10日 - 1937年12月11日）は、グルジア人のボリシェヴィキ革命家・政治家。名はイヴァン (Иван)、イヴァネ (ივანე) とも。

## 生涯

### 前半生
1881年6月10日（ユリウス暦5月29日）、ロシア帝国クタイス県ショラパニ郡 (ru) の貧しい貴族の家庭に生まれた。地元の中等学校からハリコフ大学医学部へ進み、1902年からはサンクトペテルブルク軍事医学アカデミーに学んだ。翌1903年からボリシェヴィキに入党し、同年に学生運動に参加して逮捕。ロシア第一革命の間も革命に参加したが、1906年にもアヴラバリ印刷 (ru) に関与して逮捕された。パリやジュネーヴで過ごして帰国し、1908年に軍医アカデミーを卒業した。その後はザカフカースで医師として、1914年から1917年までは軍医として働いていた。
1917年からはウラジカフカス労兵ソビエト議長やボリシェヴィキ・ウラジカフカス委員会議長、カフカース地方委メンバーを務めたが、翌1918年から1920年5月まではグルジア民主共和国のメンシェヴィキによって拘束された。解放後から翌1921年までグルジア共産党中央委幹部会議長、ロシア共産党中央委カフカース局 (ru) メンバー、グルジア革命委議長代行などを歴任した。同時に、合法的な立場としてはグルジア民主共和国軍の軍医を務めていた。

### 革命後
同年2月の赤軍のグルジア侵攻に際しては、メンシェヴィキ政府の転覆に役割を果たし、グルジア社会主義ソビエト共和国の成立後も同国教育人民委員、人民委員会議副議長、グルジア共産党中央委責任書記やロシア共産党ザカフカース地方委責任書記などを翌1922年まで歴任した。1923年1月から1927年6月までと1931年1月から同年11月まではザカフカース社会主義連邦ソビエト共和国人民委員会議議長、1923年7月6日から1925年5月21日までソビエト連邦人民委員会議副議長、1926年12月から1929年11月までと1931年10月から1932年10月までは全連邦共産党ザカフカース地方委第一書記を務めた。
ザカフカース地方委第一書記としてオラヘラシュヴィリは、当時全連邦共産党中央委政治局が推進した農業集団化について、グルジアの痩せた傾斜地は機械化にも集団化にも不向きであり、また強制的なトウモロコシの減反と小麦の増反は損害をもたらす恐れがあるとして、反対の姿勢を示した。オラヘラシュヴィリの指摘通り、その後グルジアは飢饉に見舞われた。
1923年4月から1926年10月までは全連邦共産党中央委員候補となり、同月から1934年1月までは中央委員を務めた。1926年から1929年まで『ザリャー・ヴォストーカ』紙編集長、1927年から1930年までソビエト大百科事典編集委メンバー、1930年に『プラウダ』編集者を務め、1932年10月から1937年まではボリシェヴィキ中央委附属マルクス・エンゲルス・レーニン研究所副所長に就いた。オラヘラシュヴィリはカフカースの革命運動史に関する著作をいくらか書いたが、しかしそれらをヨシフ・スターリンの都合のよいものに書き換えようとする当時の情勢に従わなかった（オラヘラシュヴィリは1931年にも、ザカフカース地方委第二書記にラヴレンチー・ベリヤを就けようとするスターリンの人事に反対している）。

### 粛清
その後オラヘラシュヴィリは1934年2月から1937年5月まで全連邦共産党中央監査委 (ru) メンバーも務めたが、同年6月26日に逮捕され、同年12月11日に銃殺された（NKVDのボグダン・コブロフによって妻の面前で殺害されたとも言われる）。妻マリアム（元グルジア共和国教育人民委員）も拷問の末に銃殺され、娘も収容所に送られ、その夫でありグルジア国立オペラ・バレエ劇場首席指揮者のエヴゲニー・ミケラゼも拷問死を遂げた。
その後、オラヘラシュヴィリは1954年に名誉回復がなされた。娘は翌1955年に収容所から解放され、その後1984年の映画『懺悔』の登場人物ケテヴァンのモデルとなった。孫のヴァフタング・ミケラゼはドキュメンタリー監督となっている。